# Стеванович, Филип
Филип Стеванович (серб. Филип Стевановић; род. 25 сентября 2002 или 25 октября 2002, Ужице) — сербский футболист, нападающий бельгийского клуба «Ломмел».

## Клубная карьера
Воспитанник футбольного клуба «Партизан». 9 декабря 2018 года Филип дебютировал в основном составе команды в гостевом матче против «Рада». Стеванович вышел на поле на 82-й минуте встречи, заменив Джордже Ивановича. Матч закончился уверенной победой «гробарей» со счётом 3:0.
31 октября 2020 года официальный сайт «Манчестер Сити» объявил, что Стеванович присоединиться к команде в зимнее трансферное окно.
9 июля 2021 года перешёл на правах аренды в нидерландский «Херенвен» до конца сезона 2022/23. 22 июня 2022 года стороны расторгли арендное соглашение.
8 августа 2023 года был арендован «Валвейком» на один сезон.
4 сентября 2024 года перешёл в бельгийский «Ломмел», подписав двухлетний контракт до середины 2026 года. 28 сентября дебютировал в Челленджер Про Лиги в домашнем матче против «Льерса», выйдя на замену вместо Альваро Сантоса на 64-й минуте. 29 ноября забил дебютный гол в матче с «Локерен-Темсе».

## Карьера в сборной
Выступал за сборные Сербии до 14, до 15, до 16 и до 19 лет.

## Достижения
«Партизан»
- Обладатель Кубка Сербии: 2018/19